# Pascal Lamy
Pascal Lamy (Levallois-Perret, 8 de abril de 1947) é um político francês e ex-Diretor-Geral da OMC. Lamy também é empresário e já presidiu a Comissão Europeia.

## Biografia
Pascal Lamy nasceu no subúrbio pariense de Levallois-Perret e estudou na École des hautes études commerciales de Paris, no Institut d'Etudes Politiques de Paris e depois graduou-se na Escola Nacional de Administração.
Após concluir os estudos, Lamy trabalhou com Jacques Delors, Ministro da Economia, e com Pierre Mauroy, primeiro-ministro da França. Mais tarde, na década de 1960, Lamy filiou-se ao Partido socialista francês. 
Foi diretor-geral da OMC por dois mandatos consecutivos, de setembro de 2005 até 31 de agosto de 2013.